# Муниципальное образование «Обуса»
Муниципальное образование «Обуса» — муниципальное образование со статусом сельского поселения в 
Осинском районе Иркутской области России. Административный центр — Обуса.

## Демография
По результатам Всероссийской переписи населения 2010 года 
численность населения муниципального образования составила 1081 человек, в том числе 557 мужчин и 524 женщины.

## Населенные пункты
В состав муниципального образования входят населенные пункты
- Обуса
- Борохал
- Горхон[2]